# Rogelio Melencio
Rogelio C. Melencio, detto Tembong (Manila, 27 settembre 1939 – 1995), è stato un cestista e allenatore di pallacanestro filippino.

## Carriera
Con le Filippine ha disputato due edizioni dei Giochi olimpici (Città del Messico 1968 e Monaco di Baviera 1972), il Mondiale 1974. Vanta inoltre due medaglie d'oro conquistate al Campionato asiatico 1967 ed al Campionato asiatico 1973.
Nel 1993 ha allenato le Filippine, vincendo i Giochi del Sud-est asiatico e prendendo parte anche al Campionato asiatico 1993.
È morto prematuramente nel 1995, ucciso in una rissa.